# هربرت موشل
هربرت موشل (انگلیسی: Herb Muschel; – ۱ نوامبر ۲۰۰۳) کارآفرین و ناشر آمریکایی بود، که در سال ۱۹۵۴ شرکت پی‌آر نیوزوایر را تأسیس کرد.